# Maddie Musselman
Madeline "Maddie" Musselman [ˈmʌsəlmən], född 16 juni 1998 i Newport Beach i Kalifornien, är en amerikansk vattenpolospelare. Hon ingick i USA:s landslag i damernas turnering i vattenpolo vid olympiska sommarspelen 2016 och 2020 och tog två successiva OS-guld. I damernas turnering i vattenpolo vid olympiska sommarspelen 2024 blev det en fjärdeplats.
Efter skoltiden vid Corona del Mar High School studerade Musselman vid University of California, Los Angeles där hon spelade vattenpolo för UCLA Bruins. Hon tog VM-guld 2015, 2017, 2019, 2022 och 2024 samt guld vid panamerikanska spelen 2015 och 2019.